# Modelboerderij
Een modelboerderij was een boerderij die een voorbeeldfunctie van een veehouderijbedrijf vervulde. Het doel was om van nieuwe landbouwtechnologieën de technologische overdracht of bevordering ervan te vergemakkelijken. Soms was er ook een landbouw- en/of veehouderijschool of een onderzoekscentrum aan verbonden. Dit soort boerderijen stamt meestal uit de periode 1880-1920, hoewel er ook van latere tijd exemplaren voorkwamen in verschillende landen.

## Beschrijving
Op een modelboerderij verliepen werkzaamheden en hygiëne volgens strikte regels. Hierbij werd (toekomstige) boeren getoond hoe een boerenbedrijf gevoerd diende te worden. Niet alleen werd gelet op efficiëntie, maar ook op hygiëne, gezond vee en goede huisvesting voor zowel de boer, zijn gezin en het vee. Ook voor het personeel was er een eetlokaal, was- en kleedruimte aanwezig.
Een modelboerderij bestond uit een riante woning en een grote, ruime, hygiënische stal en voorzien van een ondergronds lokaal waar de melk werd verzameld, gezeefd en afgetapt in glazen flessen. De flessen werden door koud, stromend water gekoeld. Voordat het vee de betegelde melkstal inging, werd het eerst voor korte tijd in een quarantainestal geplaatst. Deze stal was voorzien van een terrazzo-vloer en betegelde muren, roosters en luchtkoker voor een goede luchtdoorstroming. Er was zowel koud als warm stromend water aanwezig. Het vee werd voorzien van gefilterd water. 
De term modelboerderij wordt niet vaak meer gebruikt en de meeste van dit soort bedrijven zijn verdwenen, vaak door stadsuitbreidingen of doordat de boerderij op zuiver ideële gronden werd gevoerd, waardoor faillissement op de loer lag.

## Etymologie
De term model is afgeleid van het Latijnse modulus (maat), een verkleiningsvorm van modus (maat, maatstaf, voorschrift, regel).

## Voorbeelden van modelboerderijen in Nederland
- Huis ter Aa in Doorwerth(1888)
- Hoeve Ypenburg in Rijswijk (1932)
- De Schipborg nabij Anloo (1915)
- De Harscamp in Harskamp (1926)
- Modelboerderij in Vernieuwingsstijl in Appelscha (1920)
- De Witte Burchthoeve in Soest (1942)
- Elswout in Overveen (1882)
- Lactaria in Stevensbeek (1910)
- Oud Bussem in Huizen (1903)